# Brett Holman
Brett Holman (ur. 27 marca 1984 w Bankstown) – australijski piłkarz występujący na pozycji ofensywnego pomocnika lub napastnika.

## Kariera piłkarska
Przed przejściem do Excelsioru Rotterdam w 2002 roku grał w Parramatta Power i Feyenoordzie. Po 4 latach gry w klubie z Rotterdamu przeszedł do NEC Nijmegen. Od 2008 do 2012 roku występował w AZ Alkmaar. Następnie, po wygaśnięciu kontraktu przeszedł do Aston Villi, gdzie zagrał 29 meczów. W ostatnich latach kariery grał jeszcze w Al-Nasr i Emirates Club w Zjednoczonych Emiratach Arabskich oraz w australijskim Brisbane Roar.
7 kwietnia 2007 roku Holman zdobył dwie bramki dla NEC Nijmegen w spotkaniu z PSV Eindhoven. Ostatecznie piłkarze z Nijmegen wygrali 2–1.
W reprezentacji Australii zadebiutował w lutym 2006 roku przeciwko Bahrajnowi w kwalifikacjach Pucharu Azji. 30 kwietnia 2014 roku, Holman ogłosił zakończenie kariery reprezentacyjnej.